# Wilhelm Ludwig von Aweyde
Wilhelm Ludwig von Aweyde (* 1699; † 1762) war ein preußischer Oberst und Chef des Feldjägerkorps sowie Erbherr auf Polwitten.

## Leben

### Herkunft
Er war Angehöriger des altpreußischen Adelsgeschlechts Aweyden und der einzige Sohn von Caspar von Aweyde (* 1645) und dessen zweiter Ehefrau Katharina Elisabeth vom Leps. Seine Mutter war die Schwester des Generals Otto Friedrich von Leps.

### Militärlaufbahn
Aweyde diente zunächst im Kürassierregiment „Buddenbrock“. Am 3. Januar 1724 wurde er Kornett, am 6. August 1729 Leutnant und am 14. Juli 1739 Rittmeister. Am 4. Dezember 1741 erhielt er die Kompanie des Oberst von Rappe. Dann wurde er am 8. Oktober 1742 Major, am 3. September 1751 Oberst und Kommandeur des Feldjägerkorps (Garnison Mittenwalde), dort wurde er im Februar 1761 verabschiedet.

Er kaufte am 21. Juli 1751 das Gut Polwitten von dem Oberst Friedrich Wilhelm Stach von Goltzheim.
Aweyde war nie verheiratet und erklärte in seinem Testament vom 20. Juli 1759 den Sohn seine Schwester Otto Ludwig von Okolowitz zu seinem Erben. Nach seinem Tod 1762 wurde das Testament am 23. Mai 1762 veröffentlicht.